# Ada D'Adamo
Ada D'Adamo (Ortona, 1º settembre 1967 – Roma, 1º aprile 2023) è stata una scrittrice e saggista italiana.
Nel 2023, ha vinto il Premio Strega con Come d'aria, suo primo e ultimo romanzo pubblicato in vita.

## Biografia
Nata a Ortona nel 1967, D'Adamo si era poi trasferita a Roma, dove si era diplomata al corso di avviamento dell'Accademia nazionale di danza, oltre ad aver conseguito due lauree: una in lettere, all'Università "La Sapienza", e una in discipline dello spettacolo.
Appassionata di danza e musica classica fin dall'infanzia, lungo la sua carriera D'Adamo ha lavorato principalmente nel mondo del teatro e della danza contemporanea, scrivendo diversi saggi (spesso incentrati sul ruolo del corpo nell'arte e nella danza), nonché occupandosi della produzione e promozione di spettacoli teatrali in collaborazione con l'Ente teatrale italiano, il Romaeuropa Festival e altre associazioni. Inoltre, è stata molto attiva anche nell'ambito della letteratura per l'infanzia, collaborando principalmente con la casa editrice Gallucci.
Nel 2005 l'autrice è diventata madre di Daria: tuttavia, solo dopo la nascita, alla bambina è stata diagnosticata un'oloprosencefalia, malattia caratterizzata da una grave malformazione cerebrale e che l'ha resa completamente invalida. Spinta dalle difficoltà incontrate, insieme al compagno, nel crescere e aiutare la figlia, nel febbraio del 2008 D'Adamo ha deciso di scrivere una lettera di sfogo a Corrado Augias, allora curatore di una rubrica su Repubblica, in cui denunciava l'insufficiente tutela nei confronti delle famiglie con figli disabili in Italia, e auspicava l'introduzione di leggi che garantissero il diritto all'aborto, ammettendo che lei stessa avrebbe interrotto la propria gravidanza se le fosse stato possibile.
Tra il 2013 e il 2014, la scrittrice ha iniziato la stesura del suo primo romanzo autobiografico, Come d'aria, ispirato proprio dal suo rapporto con la figlia, nonché dalla scoperta di aver sviluppato una patologia tumorale e dalle conseguenti cure a cui si è dovuta sottoporre. Una volta ultimato, il libro è stato pubblicato dalla casa editrice Elliot nel gennaio del 2023. Il 1º marzo seguente, Come d’aria è stato ufficialmente incluso tra le candidature al Premio Strega dello stesso anno, essendo stato proposto dalla scrittrice e giornalista Elena Stancanelli, che aveva anche recensito il volume per La Stampa.
Il 24 maggio 2023, il libro è stato insignito del Premio Mondello nella sezione "Autore italiano", per poi ricevere una menzione speciale al Premio Campiello, il Premio Strega Giovani e il Supermondello.
D'Adamo è deceduta la notte del 1º aprile 2023 a causa delle complicanze dovute alla sua lunga malattia. Pochi giorni prima, il 24 marzo, aveva fatto la sua ultima comparsa in pubblico al Museo delle genti d'Abruzzo a Pescara, dove era stata invitata per le celebrazioni del cinquantesimo anniversario dei Premi Flaiano.
In seguito alla notizia della morte dell'autrice, l'organizzazione del Premio Strega ha annunciato che Come d'aria sarebbe rimasto comunque in gara, rimanendo così selezionabile per la finale, ed eventualmente come vincitore. Dopo essere stato incluso dal comitato direttivo del premio nella dozzina dei libri semifinalisti, e poi selezionato per la "cinquina" finalista, il 6 luglio 2023 Come d'aria è stato insignito del Premio Strega 2023, avendo ottenuto 185 voti. Il premio è stato ritirato dal marito, Alfredo Favi, e dall’editrice di Elliot, Loretta Santini. D'Adamo è stata la dodicesima scrittrice donna a ricevere il premio, nonché la terza persona ad aggiudicarsi una vittoria postuma, dopo Giuseppe Tomasi di Lampedusa nel 1959 e Mariateresa Di Lascia nel 1995.

## Opere

### Romanzi
- Come d'aria, Elliot, 2023[19]

### Saggi
- Danzare il rito. Le Sacre du printemps attraverso il Novecento, Bulzoni, 1999[20]

### Curatele
- Chiaroscuri: scritti tra cinema e teatro (di Mario Martone), Bompiani, 2004[21]
- 1986-2010: 25 anni di Romaeuropa Festival (di Giovanni Pieraccini), Electa, 2010[22]